# Sanit Songnork
Sanit Songnork es un deportista tailandés que compitió en natación adaptada. Ganó una medalla de bronce en los Juegos Paralímpicos de Atenas 2004 en la prueba de 150 m estilos (clase SM4).

## Palmarés internacional
| Juegos Paralímpicos | Juegos Paralímpicos | Juegos Paralímpicos | Juegos Paralímpicos |
| Año                 | Lugar               | Medalla             | Prueba              |
| ------------------- | ------------------- | ------------------- | ------------------- |
| 2004                | Atenas (Grecia)     | Medalla de bronce   | 150 m estilos SM4   |